# Người Lê
Lê (chữ Hán: 黎, bính âm: Lí), hay Hlai, là một dân tộc thiểu số Trung Quốc. Nhóm dân tộc này tạo thành một trong 56 dân tộc được chính thức công nhận bởi Cộng hòa Nhân dân Trung Hoa. 94% người Lê sống ở bờ Nam của Trung Hoa Đại lục, trên đảo Hải Nam, nơi họ là nhóm dân tộc thiếu số lớn nhất.

## Lịch sử
Trong thời nhà Tùy, họ được gọi bằng tên Lý liêu (tiếng Trung: 俚僚; bính âm: Lǐliáo), còn hiện nay họ tự gọi mình là người Hlai hay người Sai.
Dân tộc này được Bắc Kinh quý trọng vì họ đã đứng về phe Cộng sản chống lại Quốc Dân đảng trong thời kỳ Nội chiến Trung Quốc. Trong thời kỳ Nhật Bản chiếm đóng, dân Hlai gánh chịu tổn thất nặng nề.
Người Lê có ngôn ngữ riêng, tiếng Lê (hay tiếng Hlai) được xếp loại vào ngữ hệ Tai-Kadai (trước đây được xếp vào hệ Hán-Tạng). Trước thập niên 1950, tiếng Hlai không có chữ viết riêng cho đến khi áp dụng chữ cái Latinh. Người Lê nhìn chung có thể nói và hiểu tiếng Phổ Thông Trung Quốc.

## Trang phục

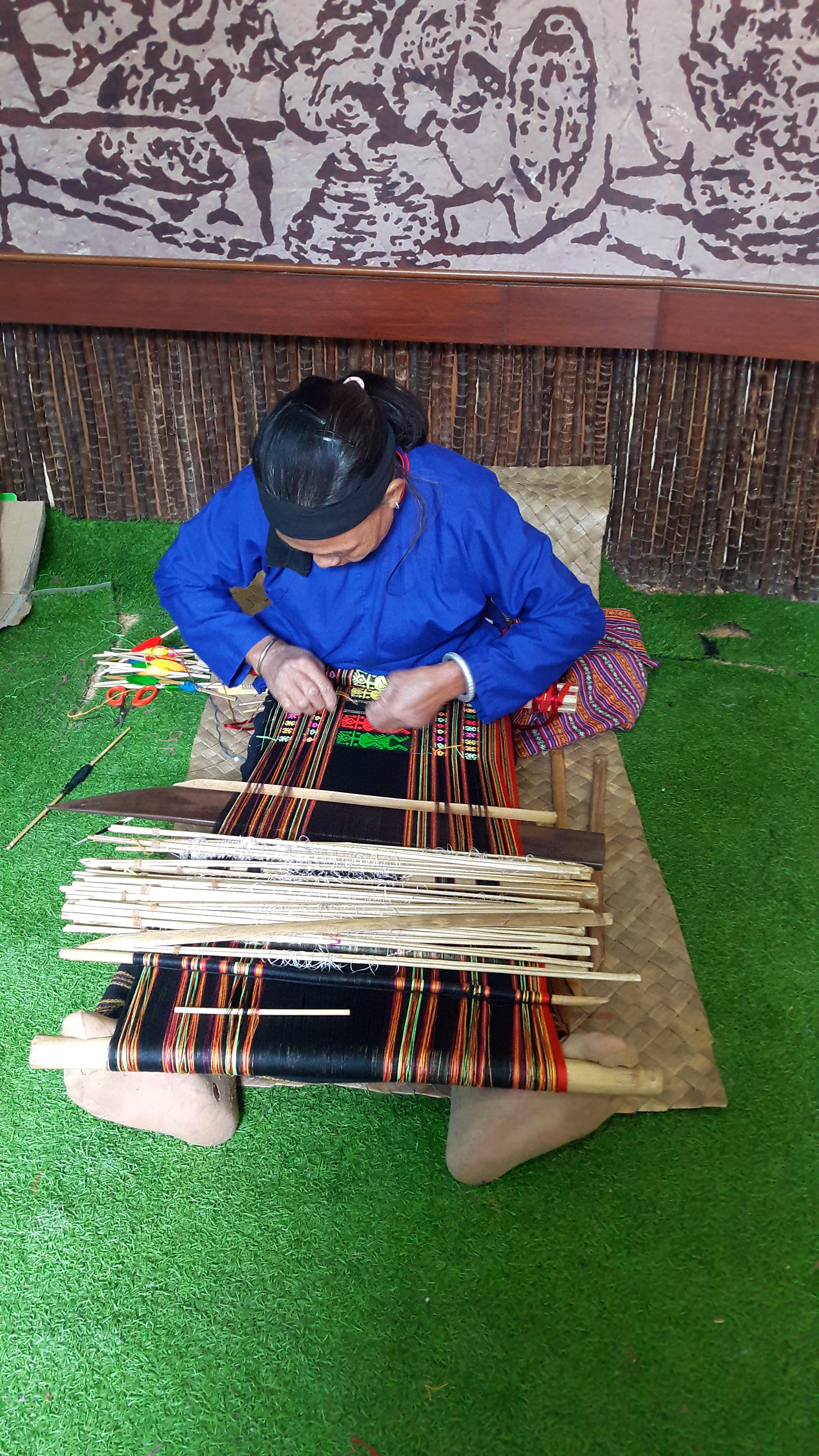
Một phụ nữ dân tộc Lê dệt thổ cẩm

Trong số những người Lê, phụ nữ có phong tục xăm mình trên cánh tay và lưng sau khi đến một độ tuổi nhất định. Trong trang phục truyền thống, phụ nữ dân tộc Lê thường mặc áo có cổ thẳng, không cổ, không cài cúc, có nơi còn mặc áo có vạt, váy có độ dài khác nhau, tóc buộc ngang đầu, cột xương hoặc cài kẹp tóc bằng bạc. Họ mang khăn trùm đầu thêu hoa tai, vòng cổ và vòng tay. Trang phục truyền thống của nam giới thường được buộc trước trán hoặc sau đầu, áo không cổ, hở ngực và có dây thắt lưng bên dưới.